# Tevredenheid

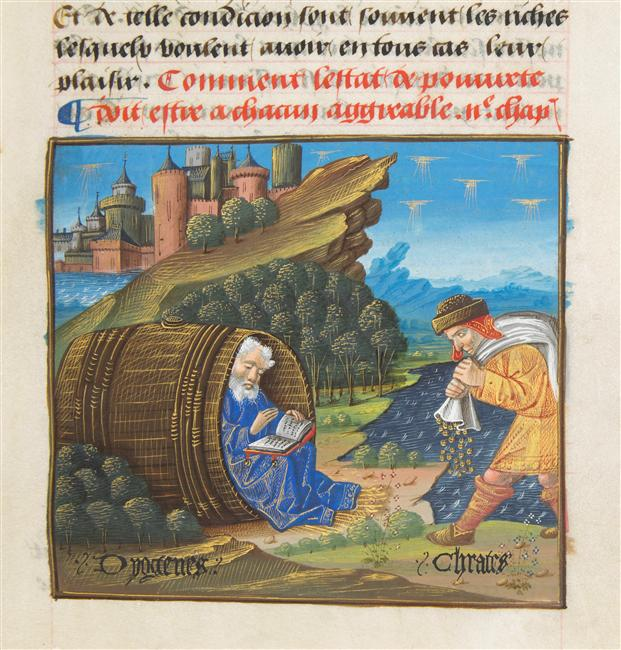
Diogenes van Sinope stelde zich volgens de overlevering tevreden met eenvoudige leefomstandigheden

Tevredenheid  is een gemoedstoestand waarbij het individu niet meer verlangt dan wat er reeds aanwezig is.

## Tevredenheid en geluk
Het begrip tevredenheid dient te worden onderscheiden van het begrip  geluk. Dat laatste  refereert hetzij aan een bijzondere situatie, hetzij aan een bijzondere gemoedstoestand: In het eerste geval verkeert men in omstandigheden die het welbevinden bevorderen, en die omstandigheden kunnen langdurig van aard zijn. In het tweede geval is men vrolijk of blij door een omstandigheid die veelal  van kortere duur is: er wordt een topervaring teweeggebracht die per definitie niet lang kan duren.
Tevredenheid daarentegen is een ervaring die noch van bijzonder gunstige omstandigheden, noch van uitzonderlijke gemoedstoestanden afhankelijk is, maar bestaat bij de gratie van de houding die men tegenover de werkelijkheid inneemt. Daardoor kan zij meer gelijkmatig en tegelijkertijd meer bestendig zijn dan geluk. Het zijn niet de omstandigheden die tevredenheid teweegbrengen, het is de instelling van het individu die haar veroorzaakt. Men is niet zozeer tevreden met iets, als wel met de situatie als geheel, of zelfs tevreden onafhankelijk van de wisselingen in die situatie: men aanvaardt de situatie en ondergaat haar als aanvaardbaar.

## Tevredenheid en hedonisme
Er is ook verschil tussen tevredenheid en genotzucht. Als er van die laatste behoefte sprake is, kan men zich alleen wel bevinden bij het najagen van plezier of genieting als hoogste goed. Tevredenheid beoogt juist het omgekeerde: niet het nastreven van die zaken die plezier verschaffen, maar plezier beleven aan die zaken die er zijn.
Dit houdt in dat men weliswaar het genieten als het hoogste goed kan beschouwen, echter zonder steeds nieuwe genietingen na te streven. Dit is een centraal aspect van de filosofie van Epicurus, over wie in zijn tijd wilde verhalen over allerlei uitspattingen de ronde deden. In werkelijkheid erkende hij weliswaar het genot als hoogst nastreefbaar doel, maar dan zodanig dat de mens alleen zijn noodzakelijke verlangens en behoeften diende te bevredigen. Aldus zou een situatie van statische tevredenheid ontstaan, die wel door tijdelijke prikkels kon worden beïnvloed, maar niet werkelijk erdoor werd verbeterd. Het gaat niet om de topervaringen die men zich bij het geluk voorstelt, maar om de gemakkelijker bereikbare bevrediging die door de eigen instelling mogelijk wordt gemaakt.

## Tevredenheid en verzoening
Tevredenheid is daarmee, beschouwd vanuit een ander, psychologisch, oogpunt, een zaak van verzoening.
Verzoening is enerzijds nodig doordat de mens veelvuldig met zichzelf in conflict is, ten prooi aan gemengde gevoelens en innerlijke tegenstrijdigheden. Dit kan tot ontkenning of verdringing leiden, maar pas als de tegenstrijdigheden worden onderkend en wellicht ook opgelost, is een staat van vrede mogelijk. De oplossing zal zelden volmaakt zijn: zo zal de een tegelijk rijk willen zijn maar een hekel aan werken hebben; een ander zal bij iedereen populair willen zijn, maar het wel altijd bij het rechte eind willen hebben. In beide gevallen is er conflict tussen twee drijfveren. Soms kan het conflict worden ‘’opgelost’’ door de eliminatie van een van de strijdende impulsen, vaak ook is het onmogelijk zo'n drijfveer uit te roeien. Dan is alleen verzoening met het feit dat men een vat vol tegenstrijdigheden is, de weg naar tevredenheid.
Verzoening is ook een noodzakelijke voorwaarde om tevreden te zijn met de situatie waarin men verkeert. Die is niet altijd de gewenste situatie: men zou een grotere auto willen hebben maar kan er zich geen veroorloven; men wenst zich een partner maar heeft niet het uiterlijk dat de verwezenlijking van die wens in de hand werkt. In vele gevallen is het conflict tussen wens en werkelijkheid niet op te lossen, in de zin dat men de werkelijkheid naar zijn hand zou kunnen zetten. Ook is het niet altijd mogelijk de wens te laten varen zonder dat men tot verdringing vervalt. Oplossing is dan niet de weg naar tevredenheid; die kan alleen worden gevonden door verzoening met de werkelijkheid, terwijl men de eigen wens blijft onderkennen.